# Heidwinkel
Heidwinkel ist ein Wohnplatz (Ortsteil) der Gemeinde Grasleben im Landkreis Helmstedt in Niedersachsen. Der Ort liegt im Naturpark Elm-Lappwald, etwa 2 km nordwestlich von Grasleben auf etwa 120 m über NHN.
Zu Beginn des Zweiten Weltkrieges richtete die Wehrmacht in einem Kali- und Salzbergwerk die Heeresmunitionsanstalt (Bergwerk) Grasleben ein. Die Firma European Salt Company fördert seit Beginn der 1950er Jahre wieder Salz aus zwei Schächten. In Ortsnähe wurde ein Gewerbegebiet von 22,8 ha erschlossen.

## Geschichte

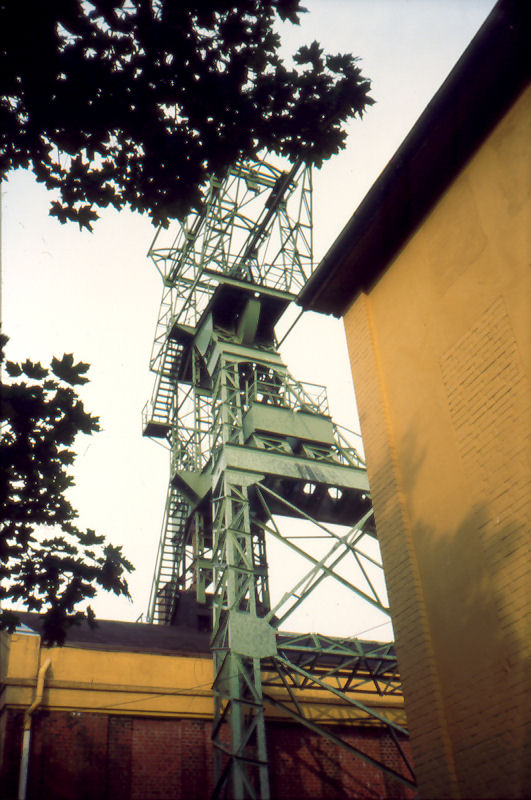
Schachtanlage Heidwinkel (1988)

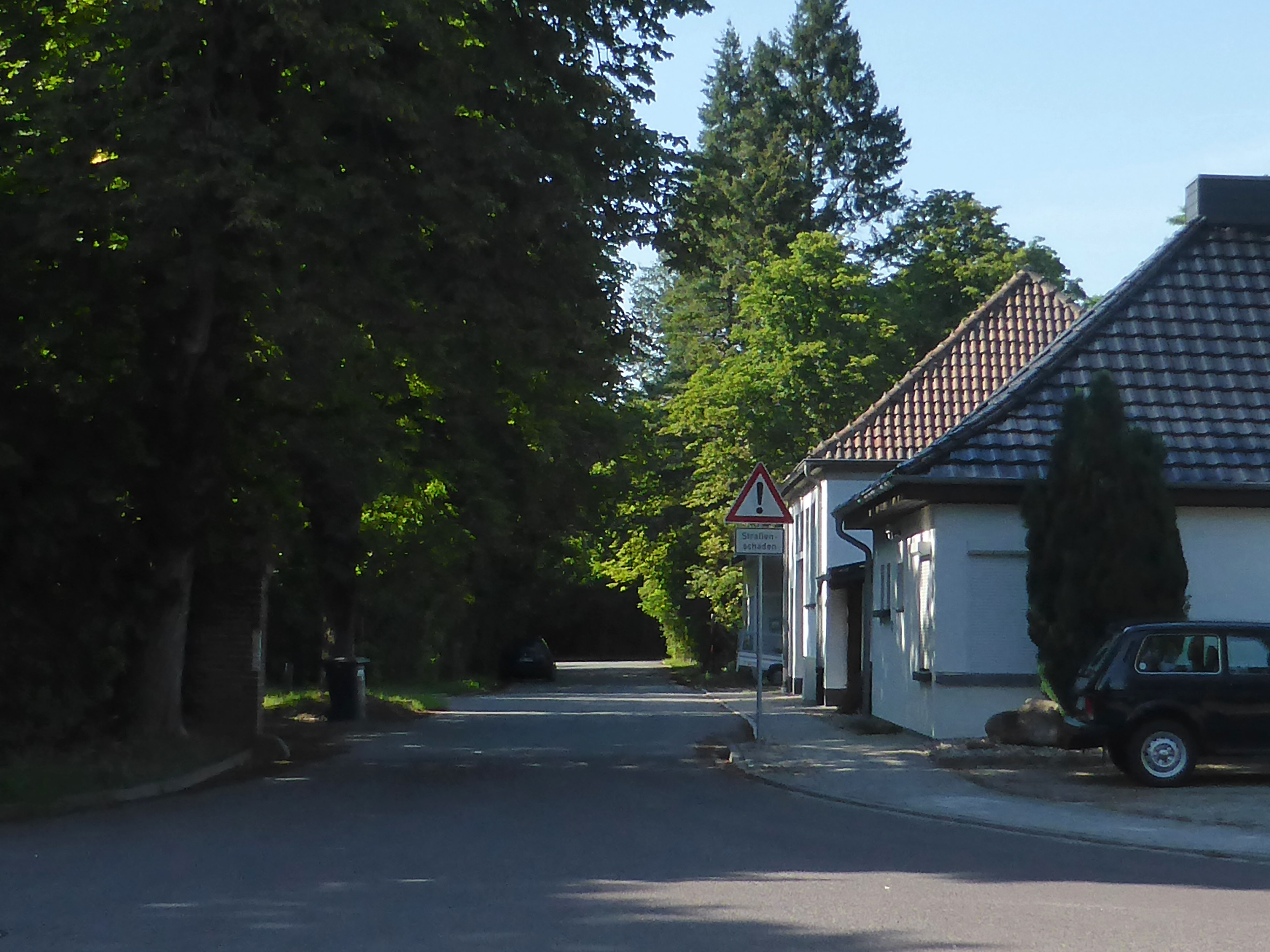
Einfahrt zum ehemaligen Muna-Gelände (2021)

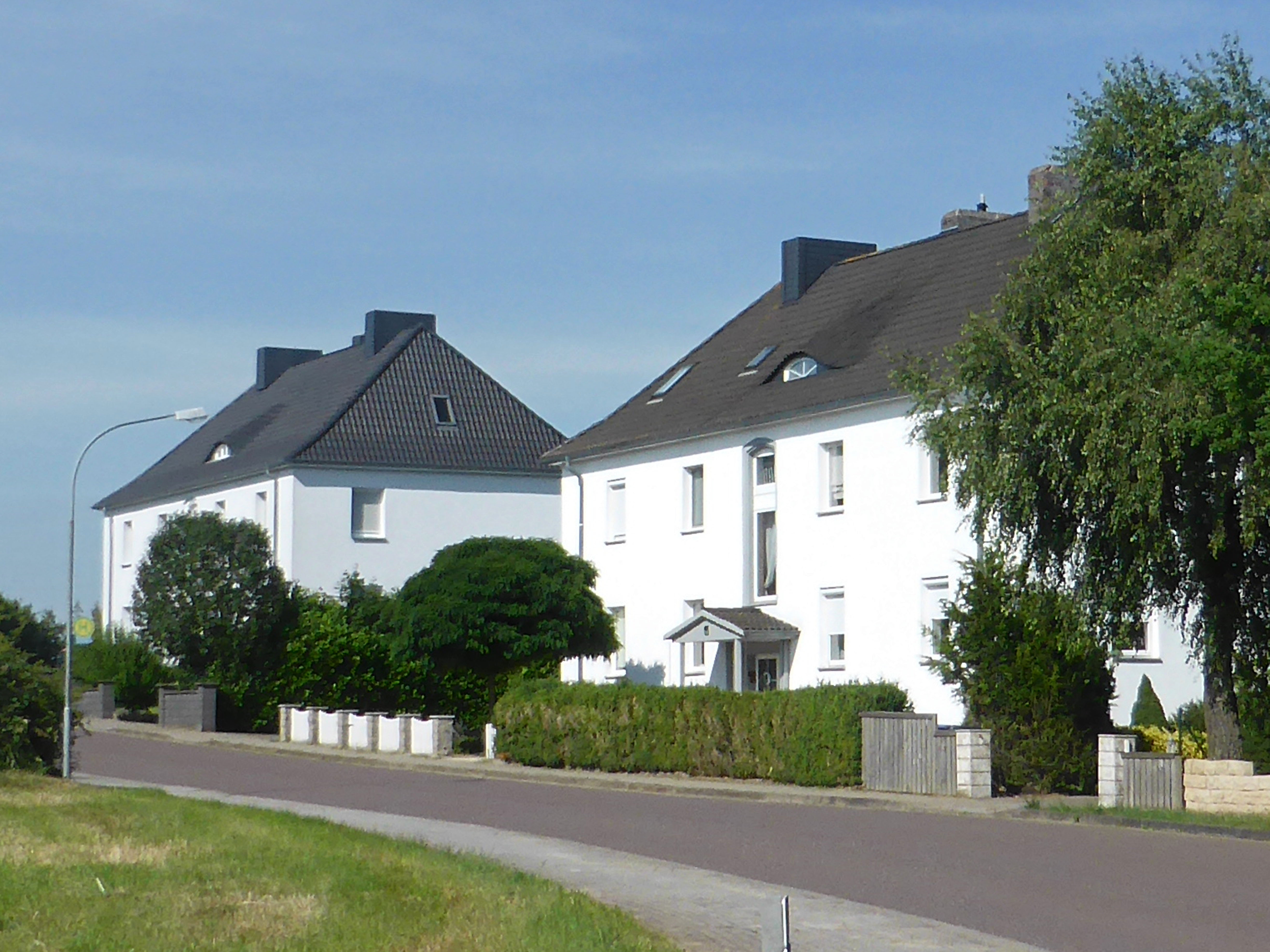
Ehemalige Wohnhäuser für Muna-Arbeiter (2021)

Im April 1912 begann die Gewerkschaft Braunschweig-Lüneburg mit dem Abteufen des Schachtes Heidwinkel im Bereich des damals noch unbebauten Wohnplatzes Heidwinkel. Am 1. November 1913 begann die Kaliförderung. Das Rohsalz wurde zunächst mit einer Drahtseilbahn und später mit einer Schmalspurbahn zur Fabrik am Schacht Grasleben transportiert. 1922 wurde die Kaliförderung bereits wieder beendet und 1925 die Steinsalzförderung aufgenommen.
1936 wurde die Schachtanlage Heidwinkel von der Wehrmacht übernommen und stand von da an nicht mehr zur Steinsalzgewinnung zur Verfügung. In den Grubenräumen sollte übertägig gefertigte Munition geschützt eingelagert werden. Dazu wurde ein zweiter Schacht benötigte, um die Munitionsanstalt unabhängig vom Bergwerksbetrieb zu betreiben. Von 1937 bis 1939 wurde der 662 Meter tiefe Schacht Heidwinkel II abgeteuft. 1941 wurde eine Befahrungsanlage mit einem stählernen Fördergerüst aufgestellt. Auf zwei Sohlen wurden insgesamt 72 Einlagerungskammern eingerichtet. Über Tage entstand westlich des ersten Schachtes ein Munitionsfertigungsgelände und östlich davon eine Wohnsiedlung mit vier Mehrfamilienhäusern für die Muna-Arbeiter und deren Familien. Etwa einen Kilometer westlich der beiden Schachtanlagen entstand das Waldlager Heidwinkel, ein Arbeitslager zur Unterbringung weiterer Arbeitskräfte. Im Jahre 1938 wurde der Betrieb der Heeresmunitionsanstalt aufgenommen. Kurz vor Kriegsende wurde das Bergwerk auch zur Einlagerung von Kulturgütern genutzt.
Im April 1945 wurde Heidwinkel durch amerikanische Kampftruppen eingenommen und später an die britische Armee übergeben. Ab 1946 zogen Flüchtlinge und Heimatvertriebene aus den deutschen Ostgebieten auch in das Waldlager Heidwinkel, bereits 1946 wurde dort eine katholische Kapelle eingerichtet. 1949 wurde die Schachtanlage Heidwinkel I/II vom Alliierten Militär an die Gewerkschaft Braunschweig-Lüneburg zurückgegeben, nachdem die Munitionskammern geräumt und verfüllt worden waren. Noch im selben Jahr wurde die Förderung wieder aufgenommen. 1957 wurden die beiden Heidwinkeler Schachtanlagen sowie die Schachtanlage Grasleben erstmals über eine 2500 Meter lange Verbindungsstrecke durchschlägig.

## Wirtschaft und Infrastruktur

### Bergwerk
Zum Steinsalzwerk Braunschweig-Lüneburg in Grasleben gehören die beiden Schächte in Heidwinkel, mit den jeweiligen Fördergerüsten und Fördermaschinenhäusern, sowie am Schacht Heidwinkel I auch eine Schachthalle. Der Schacht Heidwinkel II verfügt über eine Notbefahrungseinrichtung. Die beiden Schächte dienen heute der Bewetterung des Bergwerkes Grasleben.

### Infrastruktur
Die einklassige Volksschule, die katholische Kapelle, die Gaststätte, das Lebensmittelgeschäft und das „Ferienzentrum Heidwinkel“ mit dem Campingplatz bestehen nicht mehr.

### Verkehr
Nördlich des Ortes verlaufen die Kreisstraße 56 und westlich die Bundesstraße 244. In etwa sieben Kilometern Entfernung befindet sich die Anschlussstelle Helmstedt-West der Bundesautobahn 2.

## Religion
Da die ab 1946 in Heidwinkel wohnenden Heimatvertriebenen überwiegend katholisch waren, wurde seitens des in Grasleben wohnenden katholischen Priesters in Heidwinkel Gottesdienst und Religionsunterricht abgehalten. Im Sommer 1946 wurde dazu im Wirtschaftsgebäude des Waldlagers Heidwinkel ein 73 m² großer ehemaliger Arbeitsdienstschulungsraum angemietet und in ihm eine Kapelle eingerichtet, die bis mindestens Anfang 1964 bestand. Die Glocke im hölzernen Glockenturm stammte aus Ottendorf im Landkreis Sprottau und kam über einen Glockenfriedhof in Hamburg nach Heidwinkel. Sie wurde 1776 in Breslau gegossen und war dem heiligen Jakobus dem Älteren geweiht. Von 1953 bis 1960 fanden die Fronleichnamsprozessionen der Pfarrvikarie Grasleben in Heidwinkel statt. 1957 wohnten in Heidwinkel bereits 145 Katholiken. Im Dezember 1962 kam die Glocke in die im Vorjahr in Grasleben neu errichtete St.-Norbert-Kirche. Heute sind die katholischen und evangelischen Kirchen in Grasleben die nächstgelegenen Kirchen.

## Persönlichkeiten
- Peter Miklusz (* 1983), deutscher Theater-, Film- und Fernsehschauspieler, lebte von 1990 bis 1994 im ehemaligen Verwaltungsgebäude